# Дипенброк, Альфонс
Альфонс Йоханес Мария Дипенброк (нидерл. Alphonsus Johannes Maria Diepenbrock; 2 сентября 1862, Амстердам — 5 апреля 1921, там же) — нидерландский композитор, музыкальный критик, эссеист. Один из основоположников современной национальной композиторской школы Нидерландов.

## Биография
Родился в зажиточной католической семье. Специального музыкального образования не получил. В 1880—1888 годах изучал классическую филологию в Амстердамском университете. В 1888 году защитил с отличием докторскую диссертацию на латыни о жизни Сенеки. В том же году стал работать преподавателем древних языков. В 1894 году принял решение полностью посвятить себя музыке, которой занимался самостоятельно.

## Творчество
Творчество Альфонса Дипенброка, впитало как и общеевропейские влияния (Вагнер, Малер, Дебюсси), и национальные традиции (полифоническая школа XV—XVI веков, народный мелос), обогатило голландскую современную музыкальную культуру.
Композитор-самоучка Альфонс Дипенброк — знаток произведений композиторов франко-фламандских и итальянских полифонистов XVI века, создал музыкальный язык, с ярко выраженной индивидуальной манерой. При этом, он сочетал новейшие приемы письма с традициями нидерландской школы.

## Избранные произведения
Наиболее значительны вокально-симфонические сочинения Дипенброка, в том числе:
- Симфонические песни (песни и арии для солистов и оркестра) — жанр, введённый Дипенброком
  - Ave Maria
  - «Гимны ночи» (1899)
  - «В великом молчании» (1906)
  - «Гимн Рембрандту» для хора с оркестром (1906) и др.
- мелодекламации для чтеца, хора, оркестра
  - «Марсий» Б. Верхагена (1911)
  - «Птицы» Аристофана (1917)
  - «Фауст» Гёте (1918),
  - «Электра» (по Софоклу, 1919—1920) и др.
- песни для голоса и фортепиано и с органом, для голоса с камерным оркестром
- хоры
  - Праздничная месса (Missa in die festo, 1894)
  - Stabat Mater (1896)
  - Te deum (1897)
  - Плавание Вондела к Агриппине (Vondel’s vaart naar Agrippine, 1903)
  - Гимн Рембрандту (Hymne aan Rembrandt, 1906)
  - Лидийская ночь (Lydische Nacht, 1913)
  - хоры А капелла и др.

А. Дипенброк — автор около 50 песен на стихи голландских, немецких и французских поэтов, а также инструментальных пьес. Писал также музыку для глокеншпиля.
Им написан ряд эссе и критических статей.

## Память
- В Амстердаме созданы общество и фонд имени Дипенброк (1921).
- В 1935 году в Нидерландах была выпущена почтовая марка с изображением композитора А. Дипенброка.